# Pierre de Paschal
Pierre de Paschal, en latin Petrus Paschalius, est un avocat, poète, ami des membres de la Pléiade, annaliste, historiographe du roi, né à Sauveterre en Bazadais, en 1522, et mort à Toulouse le 15 février 1565.
Son rôle politique et littéraire est connu grâce aux travaux de Paul Bonnefon et de Pierre de Nolhac. Son œuvre est rédigée en latin.

## Biographie
Il ne subsiste pas de documents sur la famille de Pierre de Paschal. Par sa correspondance, on sait qu'il avait un frère, Jacques,  et un oncle paternel, Jean de Paschal, chanoine d'Agde. Il était parent de l'humaniste Claude Baduel, recteur du collège de Nîmes.
L'acte daté du 15 juillet 1557 lui attribue les revenus du prieuré de Valfleury, dépendant de l'abbaye d'Eaucourt, ce qui prouve que Paschal était bien vu du roi Henri II et recevait de lui des dons rémunérateurs.

## Publications
- Petri Paschalii adversus Joa. Manlii parricidas actio recitata, Lyon, 1648 (lire en ligne)
- Henrici II, Galliarum regis, elogium: cum ejus verissime expressa effigie, Petro Paschalio autore. Ejusdem Henrici tumulus, autore eodem, Paris, 1560 (lire en ligne)

## Éloges
- Olivier de Magny a dédicacé en 1559 une ode à Ronsard et Paschal (lire en ligne).

- Pierre de Ronsard lui a dédié Le bocage en 1554(lire en ligne).